# Hécuba

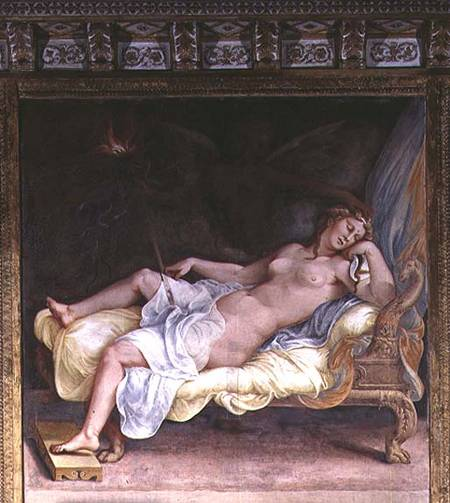
Sonho hecuba

Hécuba, na mitologia grega e romana, é mulher de Príamo,    rainha de Troia e mãe de dezenove filhos, entre os quais se contam Heitor, Páris e Cassandra. Assistiu, em Tróia, à morte de quase todos e viu trucidarem seu esposo, sua filha Polixena  e seu neto Astíanax. 
Hécuba é geralmente considerada filha do rei Dymas e seria a segunda esposa de Príamo que teria repudiado Arisbe para se casar com ela. O primeiro mito importante sobre Hécuba se relaciona ao sonho profético que teve quando grávida. A rainha estava grávida de seu segundo filho, Paris, quando sonhou que carregava no ventre uma tocha que colocaria fogo em Tróia. Ao consultar um vidente, o rei Príamo recebeu a resposta que a criança por nascer  seria responsável pela destruição da cidade. Diante disso, Príamo mandou um camponês abandonar a criança ao relento para que morresse. Só muito mais tarde, e já adulto, Paris retornaria a Tróia e terminaria por ser aceito na família real. 
Levada para a Trácia como escrava, ali, segundo uma versão, cegou o rei Polimestor, que mandara matar seu filho Polidoro, e matou dois filhos do rei trácio, com a ajuda de outras escravas troianas. 
Apedrejada pelo povo, mordeu os que a atingiam, sendo, por isso, transformada em cadela, cujos uivos a todos impressionavam.

## Na obra de Shakespeare
Na obra Hamlet de Shakespeare é bastante conhecida a fala dita pelo príncipe da Dinamarca quando este contempla a paixão com que um ator reage num monólogo em que Hecuba reage à morte do seu marido, Príamo.  “And all for nothing – For Hecuba! What’s Hecuba to him, or he to Hecuba / That he should weep for her?”.